# Lorgnon

Lorgnon Wilhelmina von Hallwyls aus den 1920er Jahren

Das Lorgnon (IPA: [lɔrˈnjõː], Lorgnonⓘ, eine Entlehnung aus dem Französischen, von lorgner = „anstarren“, „hingucken“, „lugen“), auch Lorgnette oder Stielbrille genannt, ist eine Sehhilfe, die mit Hilfe eines angebrachten Griffs mit der Hand vor die Augen und nicht über Bügel zu den Ohren gehalten wird.

## Beschreibung

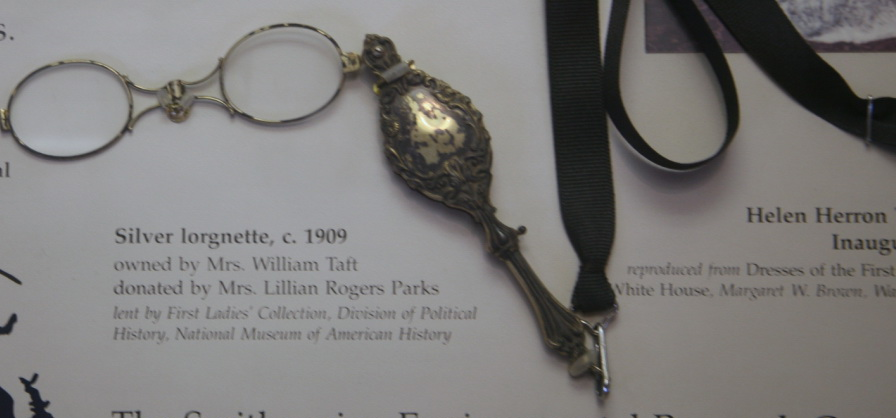
Ausgeklappte Lorgnette, ca. 1909 in einem Museum

Der Griff kann mit einem Brillenglas (Lorgnon) oder zwei Gläsern (Lorgnette) durch einen Stiel verbunden sein. Am Griff ist oft auch ein Band oder eine Kette befestigt, mit der sich das Lorgnon um den Hals oder am Gürtel tragen lässt. Benutzt wurde es überwiegend von Frauen.

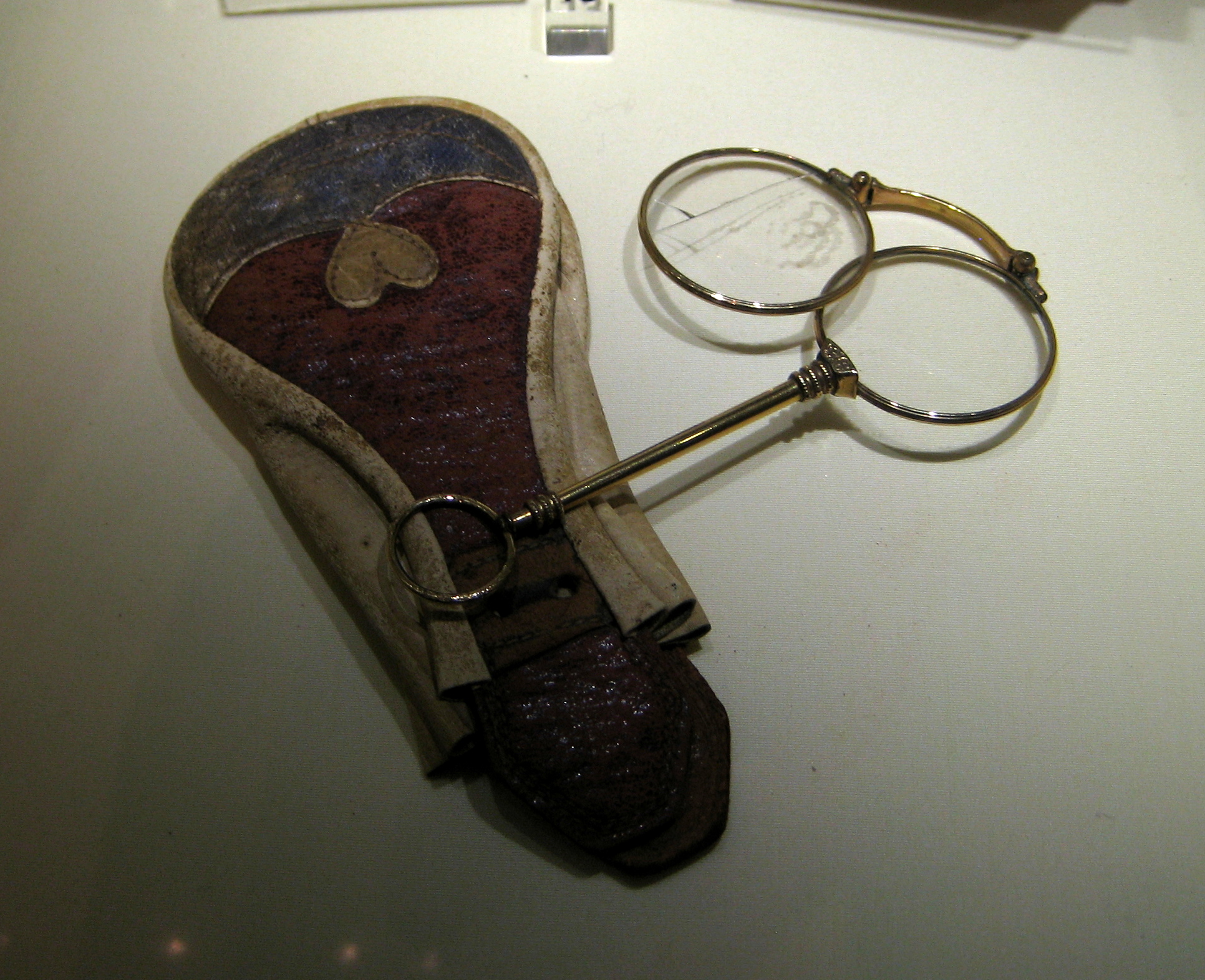
Lorgnette (1810er Jahre), bei der die Gläser im Ansatz übereinander liegen

Der Griff zum Vorhalten hat die Form eines Stiels, was die Lorgnette von der älteren Scherenbrille unterscheidet, die eine unterhalb der Gläser angeordnete scherenartige Verbindung besitzen, an der man die Brille halten kann.

## Geschichte
Ihren Ursprung hatte die Lorgnette wohl als umgekehrt gehaltene Nietbrille, die schon im 15. Jahrhundert bekannt war. Die daraus entstandene Scherenbrille eroberte im 18. Jahrhundert den deutschsprachigen Raum. An der Wende zum 19. war das Lorgnon in Frankreich sehr beliebt; um diese Zeit wurde ihm der stielförmige Griff hinzugefügt.

Eine zusammengeschobene Lorgnette Hallwyls (1920er Jahre), rechts oben ist der Steg zu sehen, der die in diesem Zustand übereinander liegenden beiden Gläser verbindet.

Eine wesentliche technische Innovation stellte die klapp- bzw. faltbare Lorgnette dar, auch „Klappbrille“ genannt. Die beiden Brillengläser lassen sich durch Klappen (bei symmetrischen Gläsern) oder Hintereinanderschieben (bei runden Gläsern) zusammenlegen und bei Bedarf öffnen. Durch Zusammenschieben werden Federn in den Scharnieren zwischen Steg und den runden Gläsern stark gespannt, geöffnet entfalten sie sich, behalten aber ausreichend Spannung, um Steg und Gläser vor Augen und -abstand gestreckt zu halten.